# Maromme
Maromme település Franciaországban, Seine-Maritime megyében. Lakosainak száma 11 005 fő (2022. január 1.). Maromme Canteleu, Déville-lès-Rouen, Notre-Dame-de-Bondeville, Saint-Jean-du-Cardonnay és La Vaupalière községekkel határos.

## Népesség
A település népességének változása:
| Lakosok száma | 11 188 | 11 023 | 11 080 | 10 908 | 10 730 | 10 663 | 10 845 | 11 024 | 11 005 |
|               | 2013   | 2015   | 2016   | 2017   | 2018   | 2019   | 2020   | 2021   | 2022   |